# جایی که خیابان‌ها نام داشت
جایی که خیابان‌ها نام داشت (در انگلیسی: Where the Streets Had a Name) نام کتابی است نوشتهٔ رنده عبدالفتاح در سال ۲۰۰۸ میلادی.
کتاب روایتی داستانی است که در قالب بیان یک ماجراجویی کودکانه تصویرگر حقوق از دست رفته مردم فلسطین می‌شود.
حیات، دختر نوجوان فلسطینی با همراهی دوست مسیحی اش سامی در اقدامی متهورانه خطری بزرگ را به جان می‌خرد و از اردوگاه آوارگان وارد منطقه ورود ممنوع در سرزمین مادری اش می‌شود تا به تنها آرزوی مادربزرگ پیرش که سال‌های دور از خانه و زمین‌های کشاورزی رانده شده است جامه عمل بپوشاند.
نویسنده به شیوه‌ای هنرمندانه نشان می‌دهد که مسائل و فشار روحی و روانی ناشی از غصب و تخریب خانه و زمین‌های کشاورزی، کشتار مردم غیرنظامی (حتی کودکان و معلولین)، حکومت نظامی و اختناق و خفقان، دستگیری و بازداشت و ایجاد رعب و وحشت، آوارگی و حتی برخورد غیر انسانی نیز از سرزندگی و امید و حیویّت حیات فلسطینی نخواهد کاست که «تا هر وقت آنجا حیات باشد عشق خواهد بود.»

## انتشار در ایران
مجتبی ساقینی این کتاب را در سال ۱۳۹۴ به فارسی ترجمه کرده است. کتاب توسط انتشارات آرما در ایران به چاپ رسیده‌است.